# 亨利·鲁塞尔·德·库西

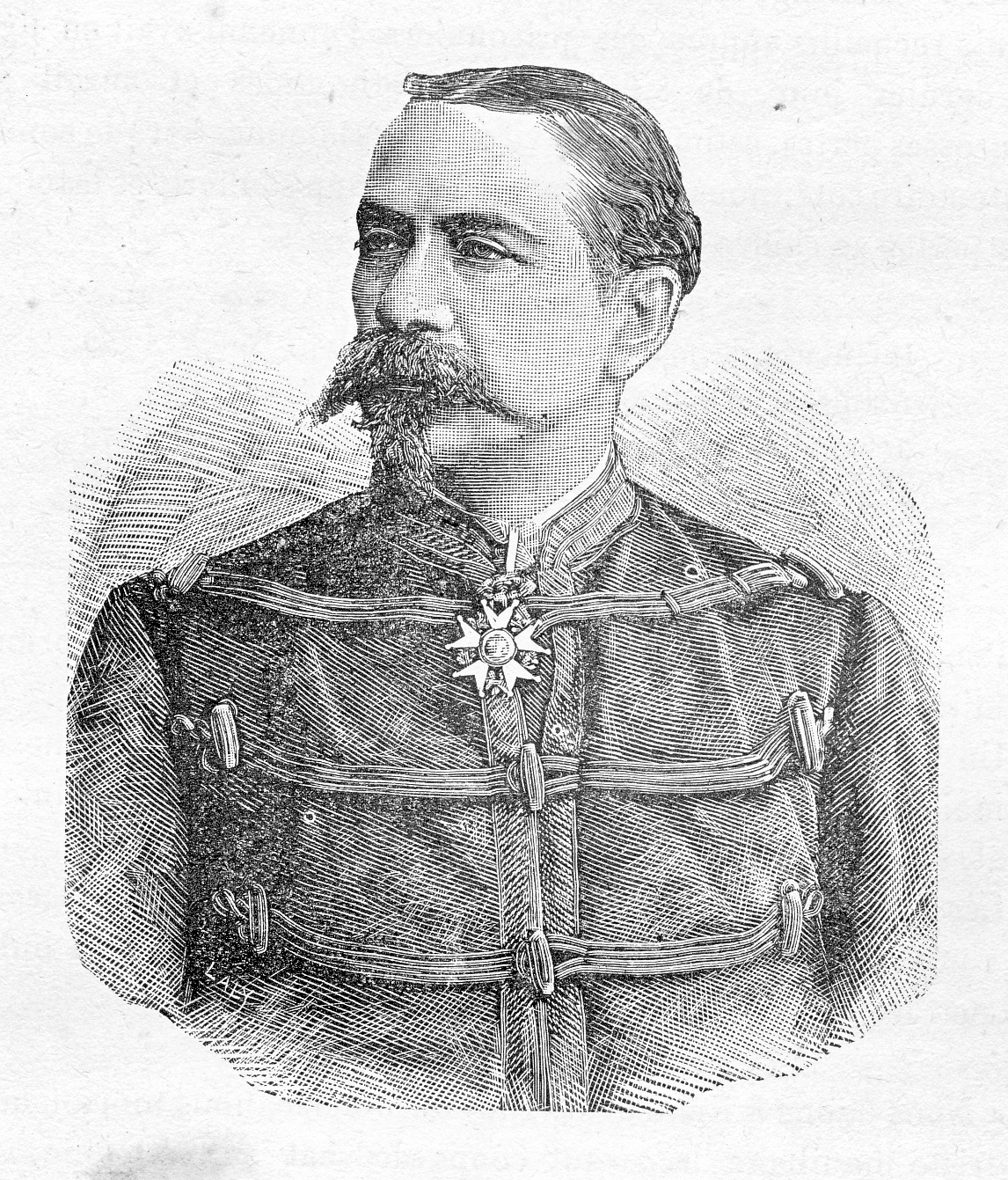
亨利·鲁塞尔·德·库西

菲利普·马里·亨利·鲁塞尔·德·库西（法語：Philippe Marie Henri Roussel de Courcy，1827年5月30日—1887年11月8日），《大南实录》正编第五纪译作姑𠚢赀，第六纪译作姑赀，法国军人、殖民官员，同庆帝表封为保护郡王。
库西出生在卢瓦雷省的奥尔良，其父是一个子爵。后加入法国海军，曾先后前往意大利、墨西哥等地，参加过克里米亚战争和普法战争，后升为海军中将。
1885年6月，因中法战争中法国在北圻失利，库西率军来到北圻，接替波里也，担任北圻军民事务统督。6月9日，法国与中国签订《中法新约》，中国正式承认了法国对越南的保护权。7月1日，库西率领500名法国士兵来到顺化，要求阮文祥、尊室说前来见面，并要求率兵自顺化皇城正门进入册封咸宜帝。这激怒了尊室说及不少越南大臣，7月4日，尊室说起兵攻击法国的钦使府，但翌日即被库西击败。尊室说挟持咸宜帝出逃广治省，发起勤王运动，号召各地越南人反抗法国的殖民统治。
库西的行为使法国在越南的地位遭到动摇，受到法国议会的非议。总理亨利·布里松被迫提议增加对在越法军的开支，但遭议会否决，布里松引咎辞职。夏尔·德·弗雷西内当选总理后，于1886年1月撤去库西之职并将其召回国，由保罗·贝尔（Paul Bert）代之。翌年，病逝于巴黎。